# جيمس ميلر (منافس ألعاب قوى)
جيمس ميلر (بالإنجليزية: James Miller) هو منافس ألعاب قوى أسترالي، ولد في 4 يونيو 1974.

## وصلات خارجية
- جيمس ميلر على موقع الاتحاد الدولي لألعاب القوى (الإنجليزية)
- جيمس ميلر على موقع النتائج التاريخية لألعاب القوى الأسترالية (الإنجليزية)
- جيمس ميلر على موقع أوليمبيديا (الإنجليزية)